# Tramway de Ribeauvillé
Le tramway de Ribeauvillé est un ancien chemin de fer d'intérêt local qui reliait la gare de Ribeauvillé à la gare de Ribeauvillé-Ville dans le Haut-Rhin.
Cette petite ligne, à voie unique, était à l'origine à voie métrique lors de son ouverture en 1879. Elle a été mise à voie normale en 1894 jusqu'à sa fermeture en 1938.

## Historique
Le chemin de fer de Ribeauvillé-Gare à Ribeauvillé-Ville est déclaré d'utilité publique par l’ordonnance du 12 juin 1878. La concession est attribuée à la Société suisse de locomotives (SLM) à laquelle se substitue la « Rappoltsweiler Strassenbahn » (RSB). De 1883 à 1889, la RSB exploitait également la ligne de Lutzelbourg à Drulingen.
La ligne, à voie métrique, est mise en service le 24 juillet 1879.
En 1894, la voie métrique est remplacée par une voie normale.
La ligne est fermée en 1938.

## Tracé

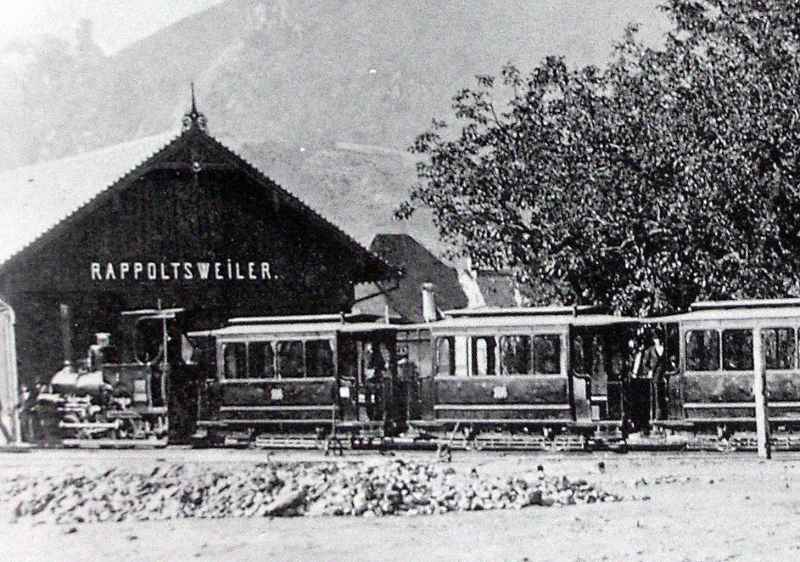
La gare de Ribeauvillé-Ville (Rappoltsweiler).

La gare de Ribeauvillé (ligne Strasbourg - Bâle), située au lieu-dit Ribeauvillé-Gare sur le territoire de la commune de Guémar, constituait l'origine de la ligne qui suivait sur environ quatre kilomètres le tracé de la route. La voie était posée sur l'accotement, et atteignait la gare de Ribeauvillé-Ville, l'unique arrêt et terminus, située à proximité du centre-ville de Ribeauvillé.

## Infrastructure

### Voie étroite 1879-1894
La ligne est composée d'une voie à l'écartement métrique qui présente des courbes de cinquante mètres de rayon et des rampes de quarante millimètres. Elle est composée de « rails-logrines (système Demerbe) pesant trente kilogrammes par mètre ».
Les installations de la gare de Ribeauvillé sont innovantes du fait qu'il n'y a pas de transbordement entre le matériel de la voie normale et celui de la voie étroite, mais un dispositif permettant de pousser les wagons à écartement large sur les plates-formes de transport qui disposent de deux files de rails à voie normale. 
Ces plates-formes  reposent sur deux « trucks-bogies » (trucs porteurs) de quatre roues chacun, établis à l'écartement de la voie étroite. Ces transporteurs sont attelés comme les autres wagons et passent ainsi sans difficultés, les courbes raides de la ligne. 
Les installations de la gare de Ribeauvillé-Ville comportent la gare voyageurs, une gare aux marchandises, des remises et les ateliers.

## Matériel roulant

### Voie étroite 1879-1894
Il comprend:
- 3 locomotives à vapeur type 020, système à balancier Brown, de neuf tonnes à vide, construites par la firme SLM Winterthur ;
- 4 voitures à voyageurs, à couloir central et plates-formes, avec quatorze places assises et douze debout ;
- 10 plates-formes de transport (trucs porteurs) pour le chargement des wagons de marchandises à voie normale ;
- 1 fourgon couvert avec un compartiment pour les bagages ;
- 1 fourgon  Poste.

Les voitures et wagons ont été construits par l'entreprise suisse SIG Neuhausen.